# Willy Bandholz
Willy Bandholz (født 28. juli 1912 i Schenefeld, Holsten, død 29. januar 1999 i Rimini, Italien) var en tysk håndboldspiller, som deltog i OL 1936 i Berlin.
Bandholz spillede i klubben Oberalster Verein für Wassersport, som han i 1936 var med til at vinde sølv med i det tyske mesterskab.
Han var en del af det tyske håndboldlandshold ved OL 1936. Turneringen blev for første og eneste gang spillet på græs på 11-mandshold. Oprindeligt var ti hold tilmeldt, men Danmark, Holland, Sverige og Polen meldte fra, så blot seks hold deltog. Disse blev delt op i to puljer, hvor Tyskland vandt sin pulje suverænt med en samlet målscore på 51-1 efter blandt andet en 29-1 sejr over USA. De to bedste fra hver pulje gik videre til en finalerunde, hvor alle spillede mod alle. Igen vandt Tyskland alle sine kampe, men dog i lidt tættere kampe. Således vandt de mod Østrig med 10-6. Som vinder af alle kampe vandt tyskerne sikkert guld, mens Østrig fik sølv og Schweiz bronze. Bandholz var med på holdet i alle fem kampe.